# 207 هـ
207 هـ هي سنة في التقويم الهجري امتدت مقابلةً في التقويم الميلادي بين سنتي 822 و823.

## أحداث
- ثورة الذميين في قرطبة ضد عبد الرحمن الأوسط

## مواليد
- أبو عبد الله محمد بن عيسى المهاني
- محمد بن عبد الرحمن
- جعفر بن محمد الفريابي

## وفيات
- جعفر بن عون

- أبو زكريا الفراء
- الواقدي
- طاهر بن الحسين
- عبد الصمد بن عبد الوارث
- هاشم بن القاسم الكناني